# Thyreus takaonis
Thyreus takaonis är en biart som först beskrevs av Cockerell 1911.  Thyreus takaonis ingår i släktet Thyreus och familjen långtungebin. Inga underarter finns listade i Catalogue of Life.